# Callitroideae
Callitroideae ist eine Unterfamilie aus der Familie der Zypressengewächse (Cupressaceae). Die zehn Gattungen sind nur auf der Südhalbkugel verbreitet.

## Beschreibung

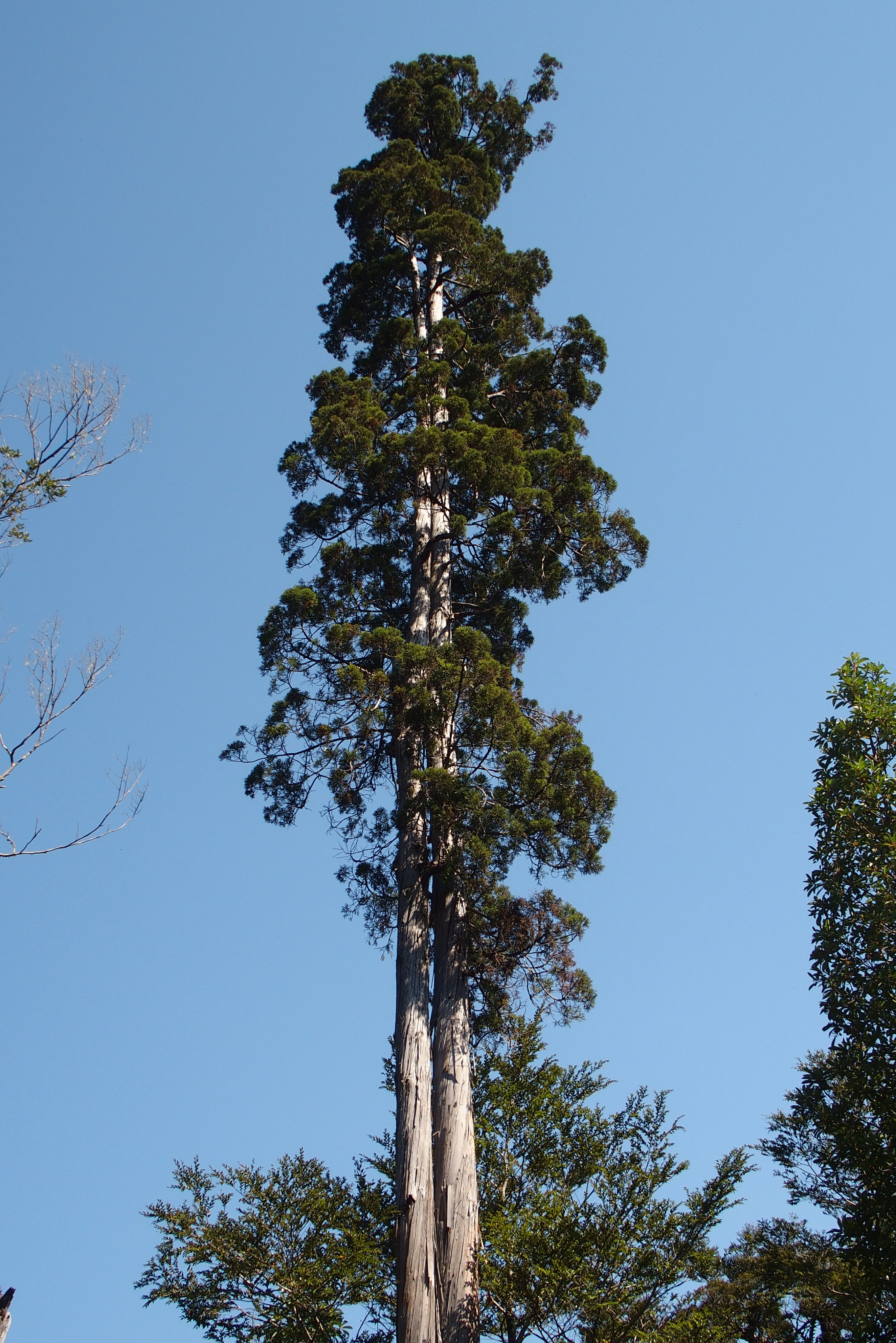
Alerce (Fitzroya cupressoides)

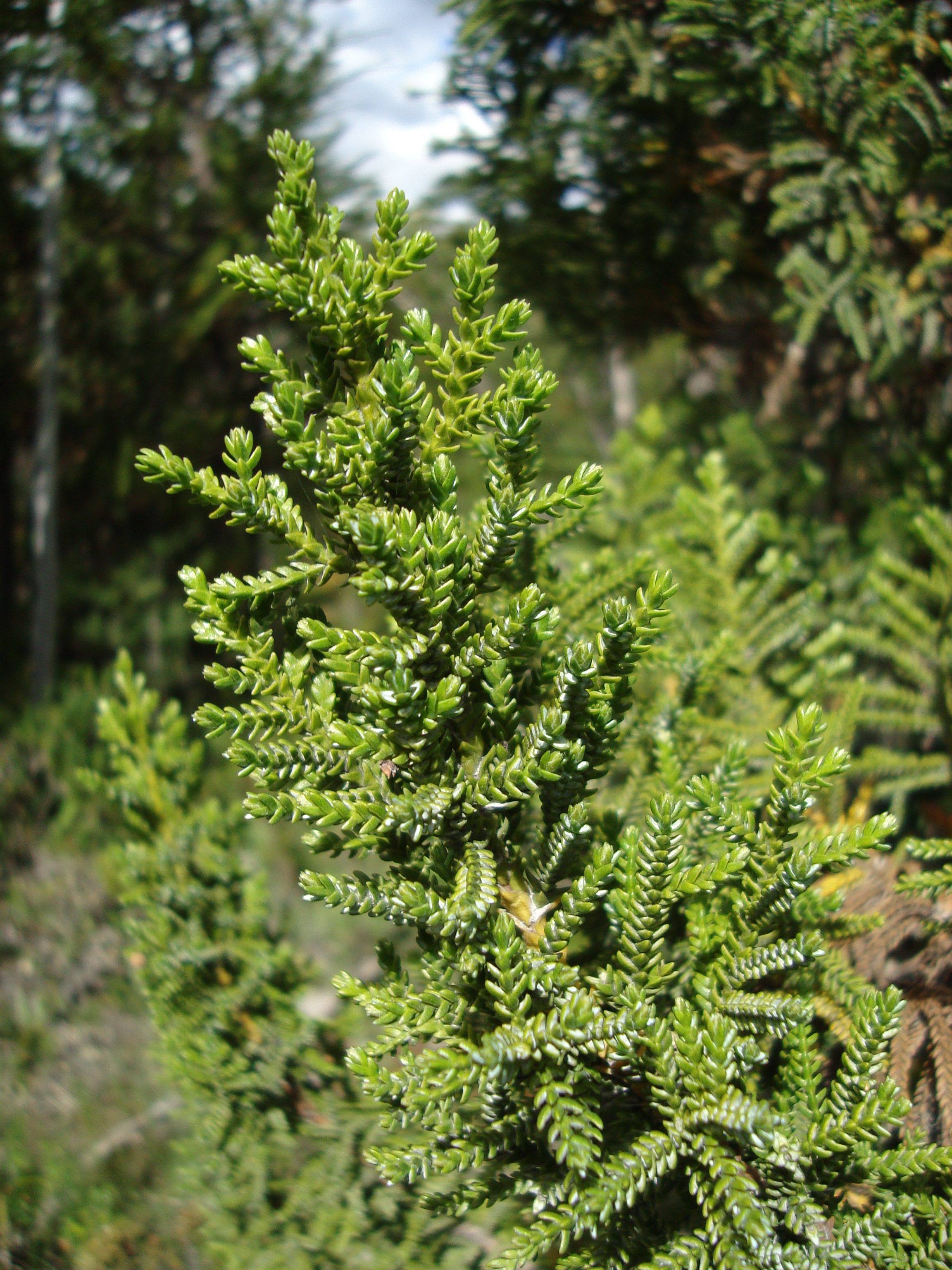
Chilenische Flusszeder (Pilgerodendron uviferum)

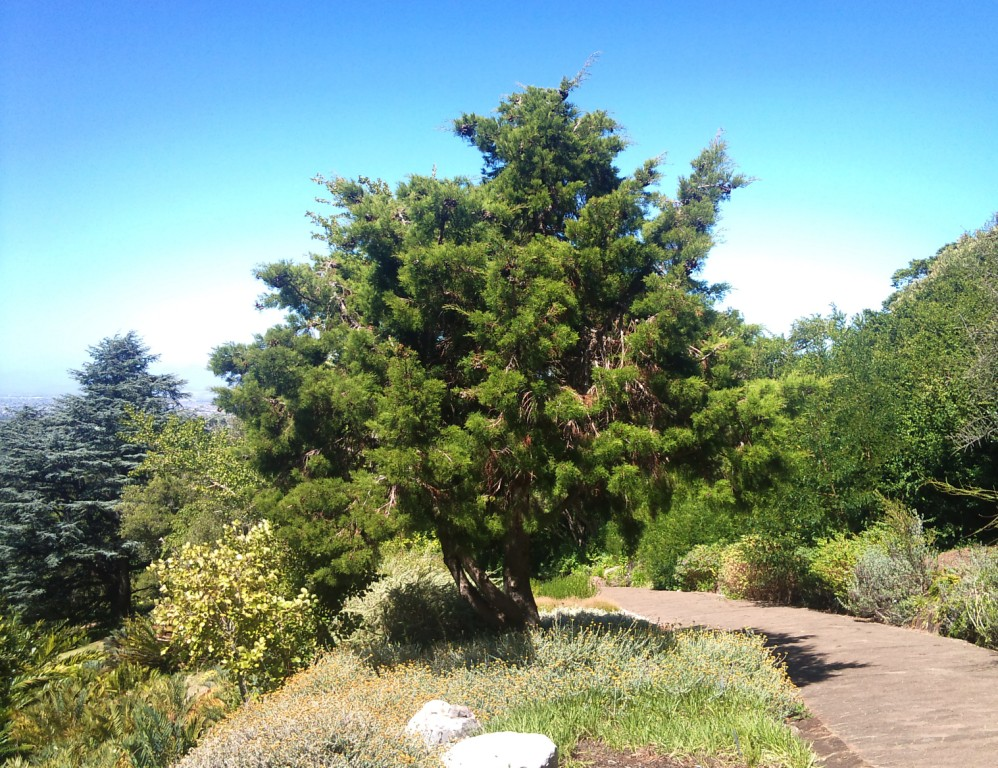
Widdringtonia nodiflora

Die Arten aus der Unterfamilie Callitroideae wachsen als immergrüne Sträucher oder Bäume. Die jüngeren Blätter sind meist nadelförmig, während die älteren Blätter schuppenartig sind und meist den Zweigen anliegen. Sie stehen gegenständig (z. B. Austrocedrus), in Dreierwirteln (z. B. Actinostrobus) oder in Viererwirteln (z. B. Neocallitropsis).
Die Arten der Callitroideae sind einhäusig getrenntgeschlechtig (monözisch) oder zweihäusig getrenntgeschlechtig (diözisch). Die Zapfen bestehen meist aus zwei Zapfenschuppenwirteln, manchmal wird der darunter liegende Wirtel mit zum Zapfen gerechnet. Bei allen Zapfen werden Samen in den Achseln der oberen Zapfenschuppen gebildet, bei vielen Gattungen außerdem in den Achseln der darunterliegenden. Die Arten der Libocedrus-Gruppe (Austrocedrus, Libocedrus, Papuacedrus, Pilgerodendron) bilden lediglich vier Samen pro Zapfen aus, während es bei Callitris-Arten erheblich mehr sein können, die in mehreren Reihen stehen. Bei einigen Gattungen ist im Zentrum des Zapfens eine Columella ausgebildet (z. B. Actinostrobus, Callitris, Diselma), bei der es sich um die verlängerte Zapfenachse handelt.

## Systematik und Verbreitung
Die Unterfamilie Callitroideae wurde 1913 von W. T. Saxton in New Phytologist, Band 12, Seite 255 aufgestellt. Die Typusgattung ist Callitris Vent.
Die zehn Gattungen sind nur auf der Südhalbkugel verbreitet.
Es gibt zehn rezente Gattungen in der Unterfamilie Callitroideae, wovon sechs monotypisch sind, also nur eine Art enthalten.
- Schuppenzypressen (Actinostrobus Miq.): Die drei Arten kommen nur in einem kleinen Küstengebiet im südwestlichen australischen Bundesstaat Western Australia vor.[2] Sie werden von manchen Autoren auch zu Callitris gestellt.[3]
- Austrocedrus Florin & Boutelje: Es gibt nur eine Art:
  - Chilezeder (Austrocedrus chilensis (D.Don) Pic.Serm. & Bizzarri): Sie gedeiht in Bergregionen im südlichen Argentinien und Chile.[2]
- Schmuckzypressen (Callitris Vent.): Es gibt etwa 15 Arten in Australien einschließlich Tasmanien und in Neukaledonien.[2]
- Diselma Hook. f.: Es gibt nur eine Art:
  - Tasmanische Zypresse (Diselma archeri Hook. f.): Dieser Endemit gedeiht nur in alpinen Höhenlagen im westlichen Tasmanien.[2]
- Fitzroya Hook. f. ex Lindl.: Es gibt nur eine Art:
  - Patagonische Zypresse (Fitzroya cupressoides (Molina) I.M.Johnst.): Sie gedeiht im gemäßigten Regenwald im südlichen Chile und angrenzenden Gebieten in Argentinien.[2]
- Schuppenzedern (Libocedrus Endl.): Von den etwa fünf Arten kommen drei in Neukaledonien und zwei in Neuseeland vor.[2][3]
- Neocallitropsis Florin: Es gibt nur eine Art:
  - Neocallitropsis pancheri (Carrière) de Laub.: Die seltene und gefährdete Art kommt nur in Neukaledonien vor.[2] Sie wird von manchen Autoren auch als Callitris pancheri (Carrière) Byng zu Callitris gestellt.[3]
- Papuacedrus H.L.Li: Es gibt nur eine Art:
  - Papuacedrus papuana (F.Muell.) H.L.Li: Sie kommt von den Molukken bis Neuguinea vor.[2]
- Pilgerodendron Florin: Es gibt nur eine Art:
  - Pilgerodendron uviferum Florin: Sie gedeiht in regenreichen Bergregionen im südlichen Argentinien und Chile.[2]
- Afrikazypresse (Widdringtonia Endl.): Je nach Auffassung gibt es vier bis sieben Arten im südlichen Afrika.[2][3]